# Grande Prêmio da Bélgica de 2019
Grande Prêmio da Bélgica de 2019 (formalmente denominado Formula 1 Johnnie Walker Belgian Grand Prix 2019) foi a décima terceira etapa da temporada de 2019 da Fórmula 1 disputada em 1 de setembro de 2019 no Circuito de Spa-Francorchamps, Spa, Bélgica.

## Relatórios

### Antecedentes
A Morte de Anthoine Hubert
Antes da largada, o francês Anthoine Hubert, morto em corrida da Fórmula 2, foi homenageado no grid em Spa-Francorchamps. A mãe do piloto, Nathalie recebeu o apoio dos colegas de pista, inclusive de Charles Leclerc.
O piloto francês Anthoine Hubert, de 22 anos, morreu após um grave acidente na primeira corrida da Fórmula 2 daquele fim de semana, na Bélgica. A batida, que envolveu cinco carros logo após a curva Radillon decretou bandeira vermelha e fez a prova ser cancelada na tarde do dia 31 de agosto. Além disso, a categoria cancelou a segunda corrida do fim de semana.
Enquanto Antoine Hubert e Juan Manuel Correa acabaram se chocando com mais violência, Marino Sato, Ralph Boschung e Giuliano Alesi também se embolaram na batida, mas com menos gravidade.
Segundo comunicado da FIA (Federação Internacional de Automobilismo), Hubert chegou a ser removido de helicóptero para o hospital, mas não resistiu aos ferimentos e já Juan Manuel Correa foi levado para o hospital de Liege, em condição estável.

### Treino Classificatório

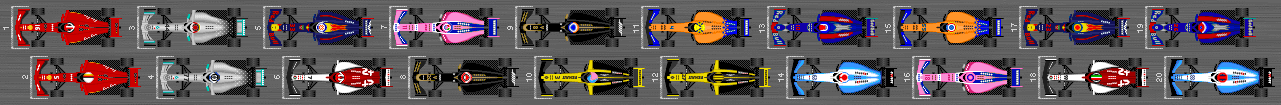
Grid de Largada

Q1
Q2
Q3

## Pneus
| Nome do composto | Cor | Banda de rolamento | Condições de Tempo | Dry Type                           | Aderência | Longevidade |
| ---------------- | --- | ------------------ | ------------------ | ---------------------------------- | --------- | ----------- |
| Macio (C3)       |     | Slick (P Zero)     | Seco               | Supersoft                          | Médio     | Médio       |
| Médio (C2)       |     | Slick (P Zero)     | Seco               | Soft                               | Médio     | Médio       |
| Duro (C1)        |     | Slick (P Zero)     | Seco               | Medium                             | Médio     | Médio       |
| Intermediário    |     | Sulcos (Cinturato) | Molhado            | Intermediate (água não estagnante) | —         | —           |
| Chuva            |     | Sulcos (Cinturato) | Molhado            | Wet (água estagnante)              | —         | —           |

| Escolhas de Pneus de cada piloto para o GP da Bélgica: | Escolhas de Pneus de cada piloto para o GP da Bélgica: | Escolhas de Pneus de cada piloto para o GP da Bélgica: | Escolhas de Pneus de cada piloto para o GP da Bélgica: | Escolhas de Pneus de cada piloto para o GP da Bélgica: | Escolhas de Pneus de cada piloto para o GP da Bélgica: |
| ------------------------------------------------------ | ------------------------------------------------------ | ------------------------------------------------------ | ------------------------------------------------------ | ------------------------------------------------------ | ------------------------------------------------------ |
| Nº                                                     | Pilotos                                                | Equipe(s)                                              | Medio                                                  | Macio                                                  | Super Macio                                            |
| 44                                                     | Lewis Hamilton                                         | Mercedes                                               |                                                        |                                                        |                                                        |
| 77                                                     | Valtteri Bottas                                        | Mercedes                                               |                                                        |                                                        |                                                        |
| 5                                                      | Sebastian Vettel                                       | Ferrari                                                |                                                        |                                                        |                                                        |
| 16                                                     | Charles Leclerc                                        | Ferrari                                                |                                                        |                                                        |                                                        |
| 23                                                     | Alexander Albon                                        | Red Bull-Honda                                         |                                                        |                                                        |                                                        |
| 33                                                     | Max Verstappen                                         | Red Bull-Honda                                         |                                                        |                                                        |                                                        |
| 3                                                      | Daniel Ricciardo                                       | Renault                                                |                                                        |                                                        |                                                        |
| 27                                                     | Nico Hülkenberg                                        | Renault                                                |                                                        |                                                        |                                                        |
| 8                                                      | Romain Grosjean                                        | Haas-Ferrari                                           |                                                        |                                                        |                                                        |
| 20                                                     | Kevin Magnussen                                        | Haas-Ferrari                                           |                                                        |                                                        |                                                        |
| 55                                                     | Carlos Sainz Jr.                                       | McLaren-Renault                                        |                                                        |                                                        |                                                        |
| 4                                                      | Lando Norris                                           | McLaren-Renault                                        |                                                        |                                                        |                                                        |
| 11                                                     | Sergio Pérez                                           | Racing Point-Mercedes                                  |                                                        |                                                        |                                                        |
| 18                                                     | Lance Stroll                                           | Racing Point-Mercedes                                  |                                                        |                                                        |                                                        |
| 7                                                      | Kimi Raikkonen                                         | Alfa Romeo Racing-Ferrari                              |                                                        |                                                        |                                                        |
| 99                                                     | Antonio Giovinazzi                                     | Alfa Romeo Racing-Ferrari                              |                                                        |                                                        |                                                        |
| 10                                                     | Pierre Gasly                                           | Toro Rosso-Honda                                       |                                                        |                                                        |                                                        |
| 26                                                     | Daniil Kvyat                                           | Toro Rosso-Honda                                       |                                                        |                                                        |                                                        |
| 88                                                     | Robert Kubica                                          | Williams-Mercedes                                      |                                                        |                                                        |                                                        |
| 63                                                     | George Russell                                         | Williams-Mercedes                                      |                                                        |                                                        |                                                        |

## Resultados

### Treino Classificatório
| Pos.                     | Nº | Piloto             | Construtor                | Q1       | Q2       | Q3       | Grid |
| ------------------------ | -- | ------------------ | ------------------------- | -------- | -------- | -------- | ---- |
| 1                        | 16 | Charles Leclerc    | Ferrari                   | 1:43.587 | 1:42.938 | 1:42.519 | 1    |
| 2                        | 5  | Sebastian Vettel   | Ferrari                   | 1:44.109 | 1:43.037 | 1:43.267 | 2    |
| 3                        | 44 | Lewis Hamilton     | Mercedes                  | 1:45.260 | 1:43.592 | 1:43.282 | 3    |
| 4                        | 77 | Valtteri Bottas    | Mercedes                  | 1:45.141 | 1:43.980 | 1:43.415 | 4    |
| 5                        | 33 | Max Verstappen     | Red Bull-Honda            | 1:44.622 | 1:44.132 | 1:43.690 | 5    |
| 6                        | 3  | Daniel Ricciardo   | Renault                   | 1:45.560 | 1:44.103 | 1:44.257 | 101  |
| 7                        | 27 | Nico Hülkenberg    | Renault                   | 1:45.899 | 1:44.549 | 1:44.542 | 121  |
| 8                        | 7  | Kimi Räikkönen     | Alfa Romeo-Ferrari        | 1:45.842 | 1:44.140 | 1:44.557 | 6    |
| 9                        | 11 | Sergio Pérez       | Racing Point-BWT Mercedes | 1:45.732 | 1:44.707 | 1:44.706 | 7    |
| 10                       | 20 | Kevin Magnussen    | Haas-Ferrari              | 1:45.839 | 1:44.738 | 1:45.086 | 8    |
| 11                       | 8  | Romain Grosjean    | Haas-Ferrari              | 1:45.694 | 1:44.797 | N/A      | 9    |
| 12                       | 4  | Lando Norris       | McLaren-Renault           | 1:46.154 | 1:44.847 | N/A      | 11   |
| 13                       | 18 | Lance Stroll       | Racing Point-BWT Mercedes | 1:46.000 | 1:45.047 | N/A      | 172  |
| 14                       | 23 | Alexander Albon    | Red Bull-Honda            | 1:45.528 | 1:45.799 | N/A      | 182  |
| 15                       | 99 | Antonio Giovinazzi | Alfa Romeo-Ferrari        | 1:45.637 | No time  | N/A      | 13   |
| 16                       | 10 | Pierre Gasly       | Toro Rosso-Honda          | 1:46.435 | N/A      | N/A      | 14   |
| 17                       | 55 | Carlos Sainz Jr.   | McLaren-Renault           | 1:46.507 | N/A      | N/A      | 161  |
| 18                       | 26 | Daniil Kvyat       | Toro Rosso-Honda          | 1:46.518 | N/A      | N/A      | 192  |
| 19                       | 63 | George Russell     | Williams-Mercedes         | 1:47.548 | N/A      | N/A      | 15   |
| Tempo dos 107%: 1:50.838 |    |                    |                           |          |          |          |      |
| NP                       | 88 | Robert Kubica      | Williams-Mercedes         | S/Tempo  | —        | —        | 163  |
| Fonte:                   |    |                    |                           |          |          |          |      |

Notas
- ↑1  – Daniel Ricciardo, Nico Hülkenberg e Carlos Sainz Jr. foram punidos por passaram do limite de peças do motor da temporada e, por isso, terão de largar do fim do grid.
- ↑2  –  Lance Stroll, Alexander Albon e Daniil Kvyat foram punidos por passaram do limite de peças do motor da temporada e, por isso, terão de largar do fim do grid. Daniil Kvyat também recebeu uma penalidade adicional na grade de cinco lugares por uma mudança não programada da caixa de velocidades.
- ↑3  –  Robert Kubica (Williams-Mercedes) não conseguiu definir um tempo durante o treino classificatório e competirá a critério dos comissários.

### Corrida

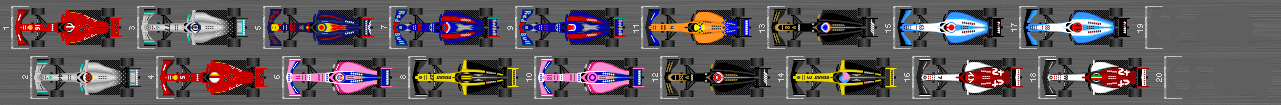
Resultado da corrida

| Pos.                                                     | Nu. | Piloto             | Construtor                | Voltas | Tempo/Retirado      | Pit Stop | Pneus | Grid | Pontos |
| -------------------------------------------------------- | --- | ------------------ | ------------------------- | ------ | ------------------- | -------- | ----- | ---- | ------ |
| 1                                                        | 16  | Charles Leclerc    | Ferrari                   | 44     | 1:23:45.710         | 1        |       | 1    | 25     |
| 2                                                        | 44  | Lewis Hamilton     | Mercedes                  | 44     | +0.981              | 1        |       | 3    | 18     |
| 3                                                        | 77  | Valtteri Bottas    | Mercedes                  | 44     | +12.585             | 1        |       | 4    | 15     |
| 4                                                        | 5   | Sebastian Vettel   | Ferrari                   | 44     | +26.422             | 2        |       | 2    | 12+1   |
| 5                                                        | 23  | Alexander Albon    | Red Bull-Honda            | 44     | +1:21.325           | 1        |       | 17   | 10     |
| 6                                                        | 11  | Sergio Pérez       | Racing Point-BWT Mercedes | 44     | +1:24.448           | 1        |       | 7    | 8      |
| 7                                                        | 26  | Daniil Kvyat       | Toro Rosso-Honda          | 44     | +1:29.657           | 1        |       | 19   | 6      |
| 8                                                        | 27  | Nico Hülkenberg    | Renault                   | 44     | +1:46.639           | 2        |       | 12   | 4      |
| 9                                                        | 10  | Pierre Gasly       | Toro Rosso-Honda          | 44     | +1:49.168           | 1        |       | 13   | 2      |
| 10                                                       | 18  | Lance Stroll       | Racing Point-BWT Mercedes | 44     | +1:49.838           | 2        |       | 16   | 1      |
| 112                                                      | 4   | Lando Norris       | McLaren-Renault           | 43     | Problemas Mecânicos | 1        |       | 11   |        |
| 12                                                       | 20  | Kevin Magnussen    | Haas-Ferrari              | 43     | +1 volta            | 1        |       | 8    |        |
| 13                                                       | 8   | Romain Grosjean    | Haas-Ferrari              | 43     | +1 volta            | 1        |       | 9    |        |
| 14                                                       | 3   | Daniel Ricciardo   | Renault                   | 43     | +1 volta            | 2        |       | 10   |        |
| 15                                                       | 63  | George Russell     | Williams-Mercedes         | 43     | +1 volta            | 1        |       | 14   |        |
| 16                                                       | 7   | Kimi Räikkönen     | Alfa Romeo-Ferrari        | 43     | +1 volta            | 3        |       | 6    |        |
| 17                                                       | 88  | Robert Kubica      | Williams-Mercedes         | 43     | +1 volta            | 1        |       | PL   |        |
| 182                                                      | 99  | Antonio Giovinazzi | Alfa Romeo-Ferrari        | 42     | Acidente            | 1        |       | 18   |        |
| Ret                                                      | 55  | Carlos Sainz Jr.   | McLaren-Renault           | 1      | Potencia            | 1        |       | 15   |        |
| Ret                                                      | 33  | Max Verstappen     | Red Bull-Honda            | 0      | Acidente            | 0        |       | 5    |        |
| Volta mais rápida: Sebastian Vettel (Ferrari) – 1:46.409 |     |                    |                           |        |                     |          |       |      |        |
| Fonte:                                                   |     |                    |                           |        |                     |          |       |      |        |

Notas
- ↑1  – Incluso 1 ponto por volta mais rápida.
- ↑2  – Lando Norris e Antonio Giovinazzi classificados por completar 90% da corrida.

## Curiosidade
- Primeira vitória de Charles Leclerc.
- Primeira vitória de um piloto monegasco na história da Fórmula 1.
- Último piloto a vencer pela primeira vez na F1 em Spa foi Michael Schumacher, em 1992.
- Na estreia de Alexander Albon na Red Bull, fez os seus primeiros pontos como piloto da RBR e atingiu o melhor resultado da carreira na Fórmula 1.

## Voltas na Liderança
- Commons

| Nº de Voltas | Piloto           | Voltas       |
| ------------ | ---------------- | ------------ |
| 38           | Charles Leclerc  | 1-20 e 27-44 |
| 4            | Sebastian Vettel | 23-26        |
| 2            | Lewis Hamilton   | 21-22        |

## 2019DHLFastest Pit Stop Award

### Resultado
|}

## Tabela do campeonato após a corrida
Somente as cinco primeiras posições estão incluídas nas tabelas.
| Pos | Piloto           | Pontos | Var     |
| --- | ---------------- | ------ | ------- |
| 1   | Lewis Hamilton   | 268    | Estável |
| 2   | Valtteri Bottas  | 203    | Estável |
| 3   | Max Verstappen   | 181    | Estável |
| 4   | Sebastian Vettel | 169    | Estável |
| 5   | Charles Leclerc  | 157    | Estável |

| Pos | Construtor         | Pontos | Var     |
| --- | ------------------ | ------ | ------- |
| 1   | Mercedes           | 471    | Estável |
| 2   | Ferrari            | 326    | Estável |
| 3   | Red Bull-TAG Heuer | 254    | Estável |
| 4   | McLaren-Renault    | 82     | Estável |
| 5   | Toro Rosso-Honda   | 51     | Estável |